# Tổng thống Ghana
Tổng thống Cộng hòa Ghana là nguyên thủ quốc gia, người đứng đầu chính phủ của Ghana và là tổng tư lệnh Lực lượng vũ trang Ghana. Tổng thống đương nhiệm là John Mahama, nhậm chức vào ngày 7 tháng 1 năm 2025.

## Lịch sử
Từ năm 1957 đến năm 1960, Ghana là một vương quốc Thịnh vượng chung. Nguyên thủ quốc gia của Ghana là Nữ vương Elizabeth II và toàn quyền là đại diện của quân chủ Anh tại Ghana. Ghana trở thành một nước cộng hòa trong Khối Thịnh vượng chung sau cuộc trưng cầu ý dân về hiến pháp năm 1960 và tổng thống trở thành nguyên thủ quốc gia của Ghana.

## Tiêu chuẩn
Tổng thống phải hội đủ các tiêu chuẩn sau đây:
- Có quốc tịch Ghana khi sinh ra;
- Đủ 40 tuổi trở lên;
- Đủ điều kiện ứng cử nghị sĩ Quốc hội.

## Nhiệm kỳ
Nhiệm kỳ của tổng thống là bốn năm. Tổng thống không được giữ chức vụ quá hai nhiệm kỳ. Tổng thống đầu tiên áp dụng giới hạn nhiệm kỳ là Jerry Rawlings vào năm 2001.
Trong trường hợp khuyết tổng thống thì phó tổng thống trở thành tổng thống cho đến hết nhiệm kỳ. Nếu phó tổng thống kế nhiệm tổng thống khi còn hơn một nửa nhiệm kỳ của tổng thống thì phó tổng thống chỉ được ứng cử tổng thống một nhiệm kỳ. Trong trường hợp khuyết tổng thống và phó tổng thống thì chủ tịch Quốc hội trở thành tổng thống và tổng thống mới phải được bầu chậm nhất là ba tháng.

### Tuyên thệ nhậm chức
Tổng thống tuyên thệ nhậm chức trước Quốc hội và nhân dân Ghana như sau:
Tôi, [họ tên], được bầu vào chức vụ tổng thống Cộng hòa Ghana (nhân danh Chúa toàn năng, tôi xin tuyên thệ) (xin khẳng định) rằng tôi sẽ trung thành với Cộng hòa Ghana; luôn bảo vệ Hiến pháp Cộng hòa Ghana; tận lực phục vụ, mang lại hạnh phúc cho nhân dân Cộng hòa Ghana và đối xử đúng đắn với mọi người.
Tôi (xin tuyên thệ) (xin khẳng định) rằng nếu bất cứ lúc nào tôi vi phạm lời tuyên thệ nhậm chức này, tôi sẽ tuân theo luật pháp của Cộng hòa Ghana và chịu sự trừng phạt. (Xin Chúa giúp con).

## Nhiệm vụ và quyền hạn
Tổng thống thực hiện quyền hành pháp theo quy định của Hiến pháp Ghana. Tổng thống có những nhiệm vụ và quyền hạn sau đây:
- Thống lĩnh Lực lượng Vũ trang Ghana;
- Bổ nhiệm, miễn nhiệm bộ trưởng, thứ trưởng, bổ nhiệm các chức danh cấp cao của Nhà nước;
- Tuyên bố tình trạng khẩn cấp theo đề nghị của Hội đồng Nhà nước;
- Ký điều ước quốc tế nhân danh Nhà nước;
- Cử, triệu hồi đại diện ngoại giao của Ghana và tiếp nhận đại diện ngoại giao của nước ngoài;
- Ân xá, giảm án, hoãn thi hành án;
- Công bố luật của Quốc hội hoặc đề nghị Quốc hội hoặc Hội đồng Nhà nước xem xét lại;
- Chủ trì Hội đồng an ninh quốc gia.

Tổng thống có thể bị bãi nhiệm trong trường hợp vi phạm Hiến pháp, gây phương hại cho nền kinh tế hoặc an ninh của Ghana hoặc không làm việc được vì lý do bệnh tật. Đề nghị bãi nhiệm tổng thống phải được ít nhất một phần ba tổng số nghị sĩ Quốc hội ủng hộ. Trong trường hợp có cơ sở bãi nhiệm tổng thống thì chánh án Tòa án tối cao báo cáo chủ tịch Quốc hội về việc bãi nhiệm tổng thống. Tổng thống bị bãi nhiệm nếu ít nhất hai phần ba tổng số nghị sĩ Quốc hội biểu quyết tán thành.

## Chuyên cơ
Chuyên cơ chính thức của tổng thống là Dassault Falcon 900, được mua vào năm 2010. Chiếc chuyên cơ được đại tu vào năm 2022 và đưa vào hoạt động trở lại vào tháng 2 năm 2023.